# Lars Nilsson (volleybollspelare)
Lars "Lasse" Nilsson, född 11 mars 1965 i Ystad i Sverige är en svensk tidigare volleybollspelare (spiker).
Nilsson spelade 385 landskamper för Sveriges landslag, med vilka han var med och kom sjua via OS 1988 och tog silver vid EM 1989.
Nilsson blev mellan 1984 och 1986 utsedd till "Årets idrottare i sydöstra Skåne", ett pris som delas ut av Ystads idrottsjournalisters klubb (YIJK).
Hans son Jacob Hölting Nilsson blev U22-Europamästare i beachvolley 2022 tillsammans med David Åhman.